# Ryszard Wolny (filolog)
Ryszard Wiesław Wolny (ur. 1957 w Dobczycach) – polski filolog angielski, specjalizujący się w literaturze angielskiej; nauczyciel akademicki związany z uczelniami w Katowicach, Opolu, Wrocławiu i Kielcach.

## Życiorys
Po skończeniu szkoły podstawowej kontynuował swoją naukę w IV Liceum Ogólnokształcącym w Chorzowie, które ukończył w 1976 roku, pomyślnie zdając egzamin maturalny. Potem podjął studia na kierunku filologia angielska na Uniwersytecie Śląskim w Katowicach, które ukończył w 1982 roku magisterium.
Bezpośrednio po ukończeniu studiów na stałe zamieszkał w Katowicach, gdzie objął posadę nauczyciela w X Liceum Ogólnokształcące im. Aleksandra Zawadzkiego. W 1985 roku został zatrudniony jako asystent, a następnie adiunkt w Instytucie Filologii Angielskiej Wyższej Szkoły Pedagogicznej im. Powstańców Śląskich w Opolu. W międzyczasie podjął studia doktoranckie
. W 1991 roku Rada Wydziału Filologicznego jego macierzystej uczelni nadała mu stopień naukowy doktora nauk humanistycznych w zakresie literaturoznawstwa angielskiego, na podstawie pracy pt. The Ruinous Anatomy: The Philosophy of Death in John Donne and the Earlier Seventeeth Century English Poetry and Prose, napisanej pod kierunkiem prof. Tadeusza Sławka.
W latach 1992–1993 przebywał na stażach naukowych w Australii Zachodniej, a po powrocie do Polski zatrudnił się w Instytucie Filologii Angielskiej UŚ, po czym ponownie wyjechał w 1994 roku do Australii.
W 2000 roku rozpoczął po raz kolejny pracę w Instytucie Filologii Angielskiej Uniwersytetu Opolskiego oraz w Nauczycielskim Kolegium Języka Angielskiego Wolnego Stowarzyszenia Edukacyjnego Regionu Opolskiego w Opolu. W 2004 roku uzyskał stopień naukowy doktora habilitowanego nauk humanistycznych w zakresie literaturoznawstwa o specjalności literaturoznawstwo, na podstawie rozprawy A Cry over the Abyss. The Discourse of Power in the Poetry of Robert Browning and Algernon Charles Swinburne, Opole 2004.. Rok później objął stanowisko profesora nadzwyczajnego na opolskim uniwersytecie. W tym samym czasie zaczął współpracę naukową z Wszechnicą Świętokrzyską w Kielcach, a niedługo potem z Wyższą Szkołą Filologiczną we Wrocławiu.
W roku 2013 opublikował monografię pt. Patrick White: Australia's Poet of the Mystic Landscapes of the Soul (Wrocław), a w 2016 otrzymał tytuł profesora nauk humanistycznych (literaturoznawstwo angielskie) z rąk prezydenta RP.
Za swoje osiągnięcia naukowo-dydaktyczne był wielokrotnie nagradzany przez rektora Uniwersytetu Opolskiego oraz Rektora Wszechnicy Świętokrzyskiej. W 2012 roku objął funkcję dyrektora Instytutu Filologii Angielskiej UO. Poza tym kieruje tam Zakładem Kultury Krajów Angielskiego Obszaru Językowego.
W roku 2019 utworzył Instytut Nauk o Literaturze Uniwersytetu Opolskiego w którym do dzisiaj pełni funkcję Dyrektora.

## Dorobek naukowy
Zainteresowania naukowe Ryszarda W. Wolnego koncentrują się wokół zagadnień związanych z historią literatury angielskiej, teorią literatury, studiami kulturowymi oraz teorią i literaturą postkolonialną. Do jego najważniejszych prac należą:
- The Ruinous Anatomy. The Philosophy of Death in John Donne and the Earlier Seventeenth-century English Poetry and Prose, Perth 1999.
- A Cry over the Abyss. The Discourse of Power in the Poetry of Robert Browning and Algernon Charles Swinburne, Opole 2004.
- Patrick White: Australia's Poet of the Mystic Landscapes of the Soul, Wroclaw 2013.
- Littoral Modernism: Patrick White's Theatre of Australia, Opole 2021.